# Дівін Мубама
Дівін Саку Мубама (англ. Divin Saku Mubama, нар. 25 жовтня 2004, Ньюгем, Англія) — англійський футболіст конголезького походження, нападник клубу «Манчестер Сіті».

## Ігрова кар'єра

### Клубна
Дівін Мубама народився в одному з передмість Лондона — Ньюгем. У віці восьми років він приєднався до клубної академії столичного «Вест Гем Юнайтед». Тривалий час грав за молодіжні клуби команди, а 28 жовтня 2021 року підписав з клубом перший професійний контракт.
3 листопада 2022 року в матчі Ліги конференцій проти румунського «Стяуа» Мубама дебютував у першій команді «Вест Гема». 16 березня 2023 року футболіст забив свій єдиний гол у турнірі Ліги конференцій. У фінальному матчі проти «Фіорентини» Мубама залишався у запасі. У 2023 році разом з молодіжною командою «Вест Гема» футболіст став переможцем Молодіжного Кубку Англії.
У серпні 2024 року Мубама перейшов до стану чинного чемпіона Англії «Манчестер Сіті». 11 січня 2025 року у матчі Кубка Англії проти «Солфорд Сіті» нападник дебютував у першій команді «містян». І в тому ж матчі відзначився забитим голом. 19 січня 2025 року в матчі проти «Іпсвіч Таун» Мубама провів першу гру в чемпіонаті країни.

### Збірна
З 2019 року Дівін Мубама виступає за юнацькі збірні Англії.

## Титули
Вест Гем Юнайтед
 Переможець Ліги конференцій: 2022/23
 Переможець Молодіжного Кубку Англії: 2022/23
Індивідуальні
- Кращий молодий гравець сезону у «Вест Гем Юнайтед»: 2022/23[13]